# Каргова
Каргова (пол. Kargowa, ранее Унруштадт, нем. Unruhstadt) — город в Польше, входит в Любушское воеводство, Зелёногурский повят. Население — 3 600 человек (на 2004 год).

## Люди, связанные с Карговой
- Феликс Бамберг (1820—1893), немецкий дипломат и историк — родился в Каргове